# Fynbos e renosterveld di pianura
I Fynbos e renosterveld di pianura sono una ecoregione terrestre della ecozona afrotropicale appartenente al bioma dei Foreste, boschi e macchie mediterranei (codice ecoregione: AT1202) che si sviluppa per circa 32.800 km2 nell'Africa meridionale. L'area fa parte della Regione floristica del Capo. Lo stato di conservazione è considerato critico.
L'ecoregione fa parte dell'ecoregione globale denominata Fynbos, inclusa nella lista Global 200.

## Territorio
La regione si sviluppa quasi interamente lungo la costa Sudafricana della provincia del Capo Occidentale con alcune propaggini verso est (Jeffreys Bay e Port Elizabeth) nella Provincia Orientale. L'ecoregione fa parte della Regione floristica del Capo di cui occupa la parte costiera, mentre la parte interna, che rimane a nord, è costituita da altopiani e zone montagnose che formano l'ecoregione Fynbos e renosterveld di montagna. La regione confina a nord-ovest con il Karoo succulento, più ascitto e dominato da arbusti nani e piante succulente, mentre a est confina con la Macchia di Albany. La regione delle Foreste montane di Knysna-Amatole si trovano lungo la costa fra la parte occidentale e quella orientale della regione Fynbos e renosterveld di pianura.
Ci sono cinque principali sistemi fluviali perenni che attraversano questa ecoregione. Questi fiumi sono importanti habitat per pesci d'acqua dolce localmente endemici e importanti rotte migratorie per la fauna e la flora e offrono opportunità di scambio tra la biodiversità delle aree costiere e dei bacini interni. Il fiume Olifants costituisce il confine settentrionale delle coste occidentali. Il fiume Berg, più a sud, drena gran parte di questa regione sfociando presso Velddrif nella baia di Sant Helena. Il fiume Breede è il fiume più grande della costa meridionale, nesce nella Cintura di pieghe del Capo, attraversa la regione vinicola di Worcester e sfocia nell'oceano Indiano presso Witsand. Il sistema fluviale Olifant-Gourits-Groot, che taglia in due il piccolo Karoo e drena gran parte delle coste della costa meridionale, è un corridoio migratorio particolarmente importante. Infine, il sistema Groot-Baviaanskloof-Gamtoos è il principale sistema fluviale nella parte orientale dell'ecoregione e sfocia nella Jeffreys Bay, sull'Oceano Indiano, a circa 60 km a ovest di Port Elizabeth.
L'ecoregione riceve una media di precipitazioni annuali tra 300 e 750 mm. Le temperature sono generalmente miti: il gelo viene raramente registrato e le temperature massime estive raramente superano i 30 °C, tranne nelle valli interne. Le zone costiere sono generalmente ventose, soprattutto in estate quando soffiano gli alisei del sud-est. I tratti di terreno lungo la costa occidentale sono influenzati dalla fredda corrente del Benguela e sono inclini alla nebbia.

## Flora

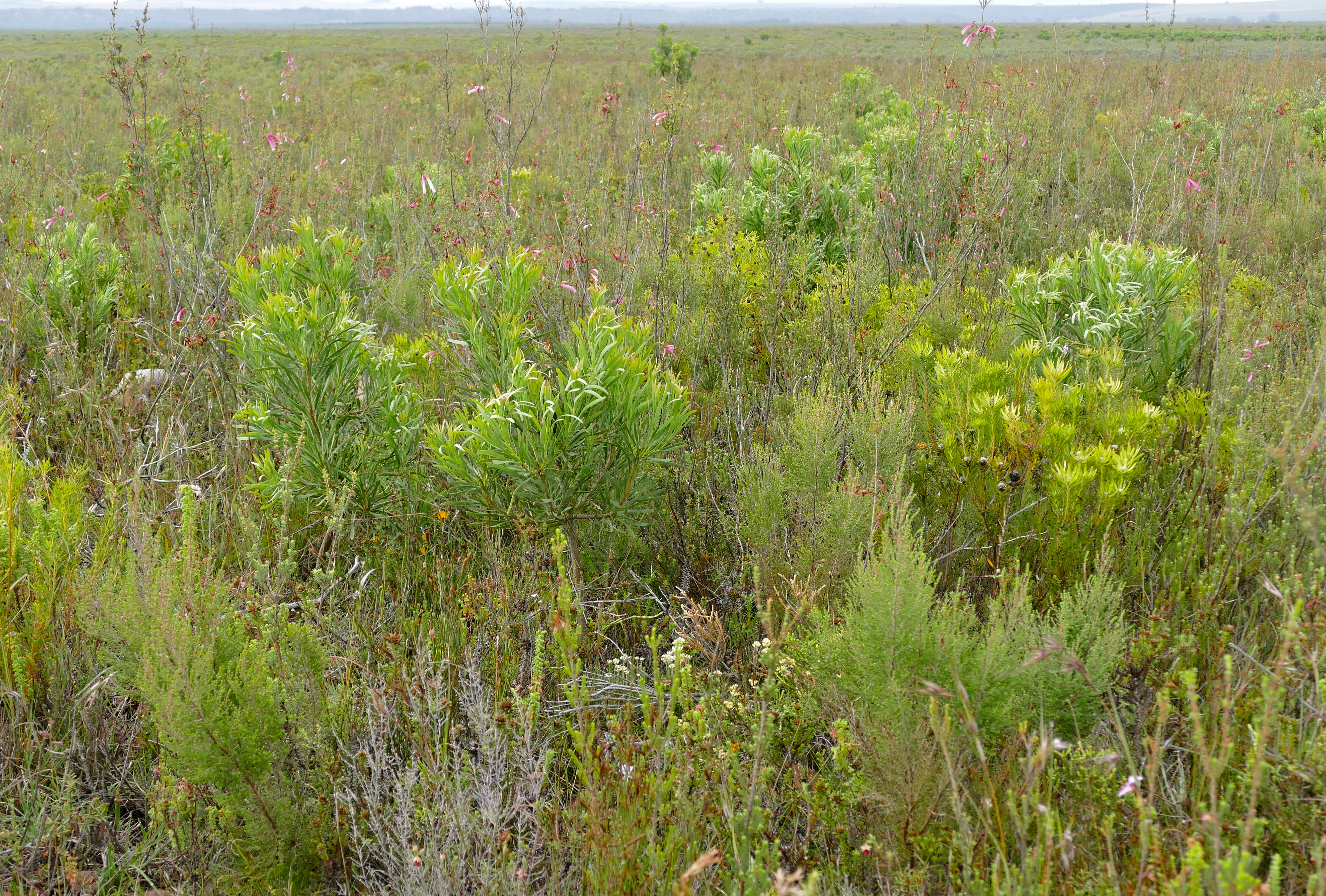
Fynbos nel Parco nazionale dei Bontebok

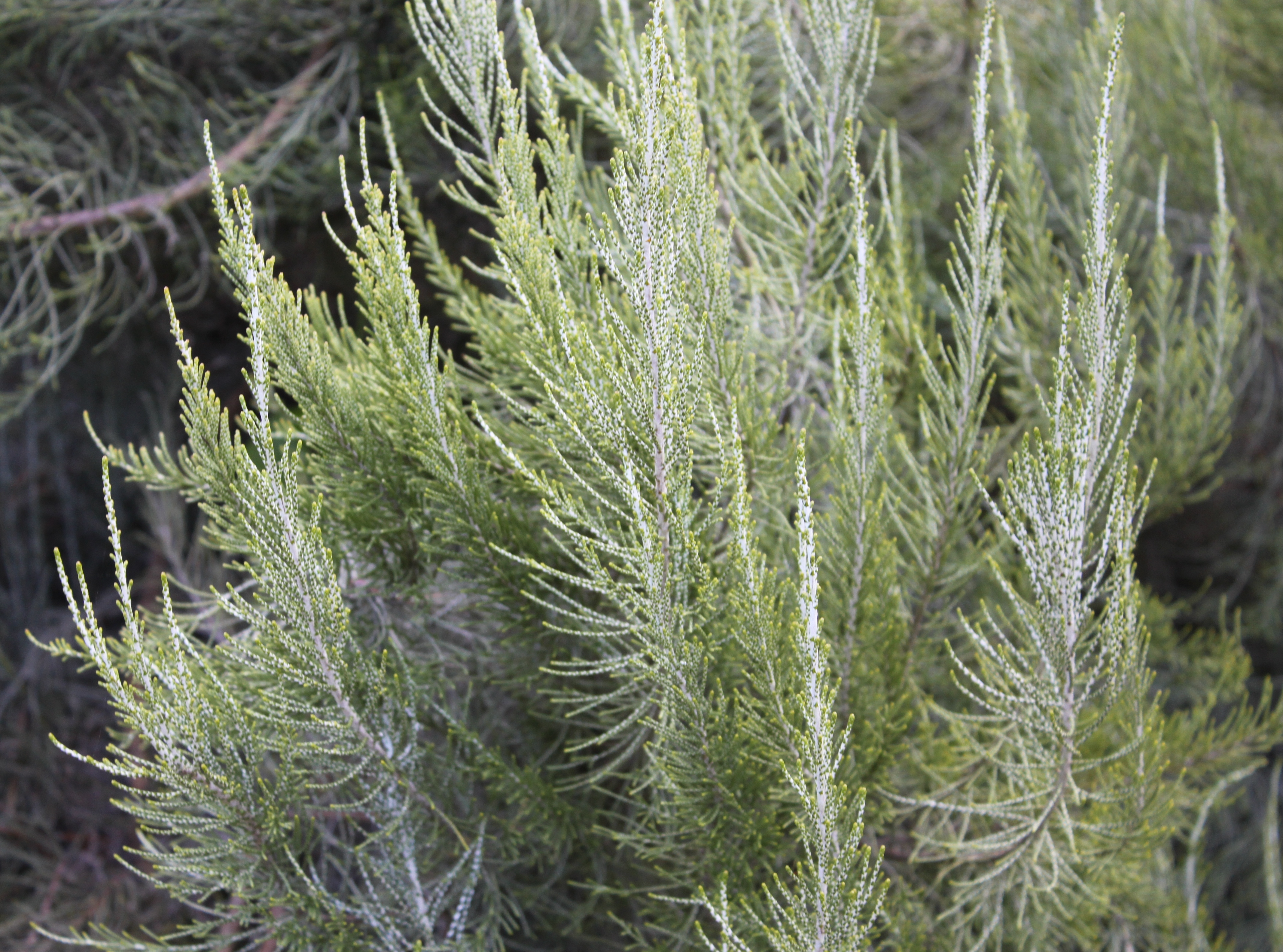
Elytropappus rhinocerotis

I tipi di vegetazione predominanti di questa ecoregione sono fynbos e renosterveld. Fynbos è un arbusto sempreverde caratterizzato da quattro principali tipi di piante: restioidi, ericoidi, proteoidi e geofite. I restioidi, membri della Restionaceae, sono piante sempreverdi di giunco o di canna e sono il tipo di pianta classica dei fynbos. Gli ericoidi appartengono alle Ericaceae e includono molti arbusti a foglia piccola, che vanno da 0,5 a 2 m. di altezza, che conferiscono ai fynbos il suo aspetto bruno. I proteoidi sono gli arbusti di fynbos più alti da 2 a 4 m. di altezza e comprendono membri appariscenti della Proteaceae. Le geofite, o piante a forma di bulbo, sono generalmente più evidenti dopo gli incendi, hanno fioriture particolarmente attraenti. Molte di queste sono state sviluppate in tutto il mondo come preziose piante orticole. Fynbos prospera in diversi luoghi in questa ecoregione: sulle sabbie eoliche delle zone costiere costiere, sulle dune costiere e sulle sabbie calcaree del margine costiero.
Renosterveld, a differenza dei fynbos, manca di restioidi e i proteoidi sono molto rari. Questo tipo di vegetazione comprende uno strato di arbusto basso da 1 a 2 m di altezza, composto principalmente da ericoidi e solitamente dominato dai cosiddetti renosterbos (Elytropappus rhinocerotis) (Asteraceae, tribù Gnaphalieae), con uno strato misto di erbe e geofite stagionali. Renosterveld cresce sempre su terreni a grana fine e derivati dallo scisto della pianura costiera e delle valli interne dove la pioggia annuale è compresa tra 250 mm e 650 mm. Alle piogge più alte e più basse di questa, viene sostituita rispettivamente da fynbos e karoo succulenti.

## Fauna

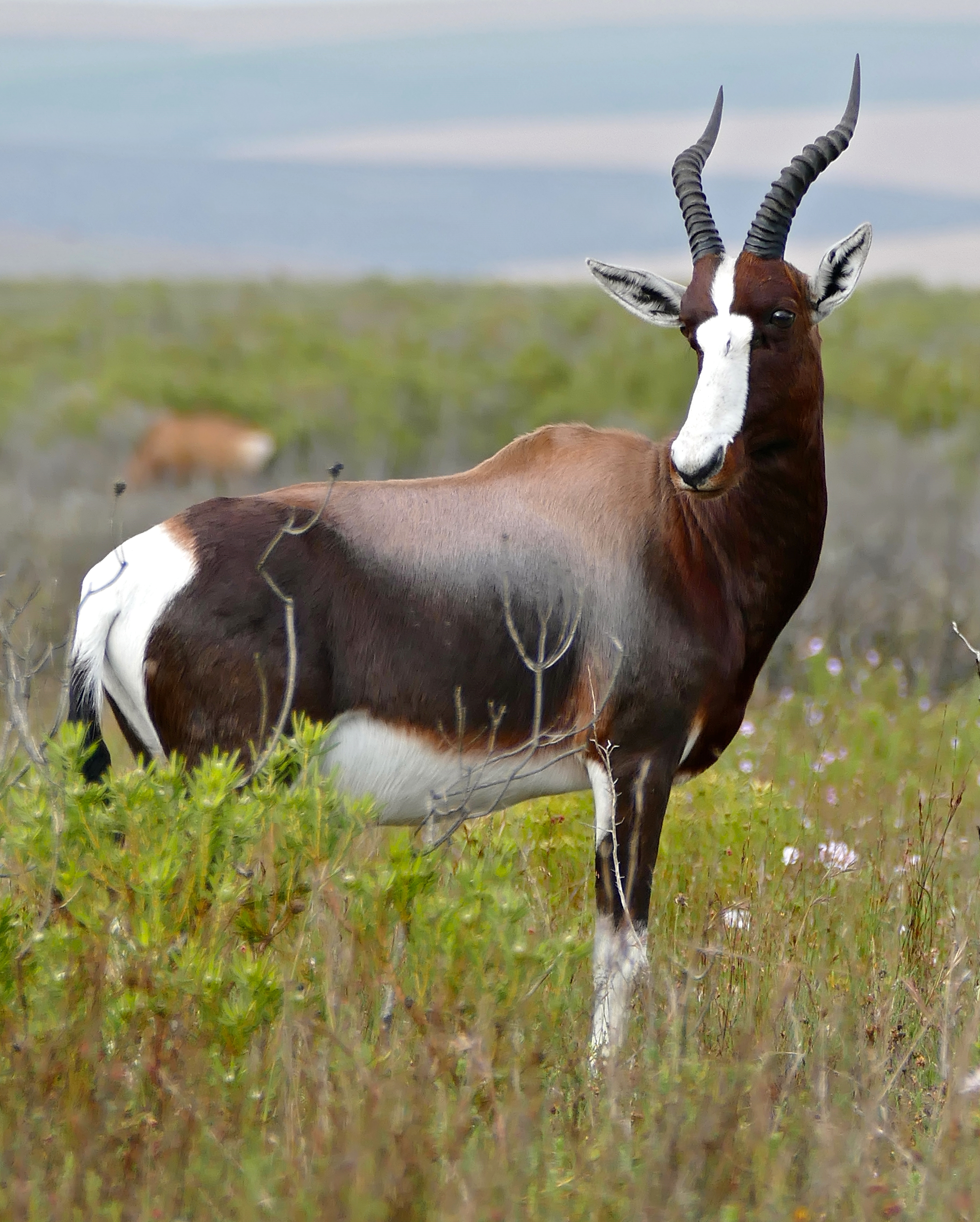
Bontebok nel parco omonimo

In netto contrasto con le piante la fauna vertebrata della regione non è né particolarmente ricca né distintiva. Tuttavia, la regione è un'importante zona ricca di specie endemiche per i pesci d'acqua dolce e anche per gli invertebrati.
Tra le circa 100 specie di mammiferi dell'ecoregione rimangono 5 specie endemiche o quasi endemiche. Purtroppo, altri due sono ora estinti: l'antilope blu (Hippotragus leucophaeus), cacciata fino all'estinzione nel 1800, e la famosa quagga (Equus quagga quagga), cacciata fino all'estinzione nel 1850. Un mammifero carismatico di punta è il bontebok rigorosamente endemico (Damaliscus dorcas dorcas) che un tempo pascolava le ampie pianure di renosterveld delle foreste costiere meridionali e ora si trova principalmente nei parchi protetti. Altri endemici rigorosi includono il topo spinoso del Capo (Acomys subspinosus), il batiergo marittimo (Bathyergus suillus) e la talpa dorata di Duthie (Chlorotalpa duthieae). Anche il ratto dai piedi bianchi di Verreaux (Myomyscus verreauxii) è considerato quasi endemico di questa ecoregione.
La diversità degli uccelli non è particolarmente elevata, a causa dell'uniformità strutturale della vegetazione. Nella regione sono state registrate solo 288 specie (esclusi gli uccelli marini) e solo 7 di queste sono endemiche o quasi endemiche. Tra le specie endemiche il forapaglie di Victorin (Bradypterus victorini), il saltarocce del Capo (Chaetops frenatus), la nettarinia ventrearancio (Nectarinia violacea), il mangianettare del Capo (Promerops cafer), il venturone del Capo (Serinus totta) e il francolino del Capo (Francolinus capensis).
La regione è ricca di specie endemiche di pesci d'acqua dolce, in particolare nei bacini dei fiumi Olifants, Berg, Breede e Gouritz I pesci della sottofamiglia Barbinae rappresentano l'81 percento della fauna con 30 specie e una endemicità totale del 50%.
Notevole anche la fauna invertebrata, di cui molte specie sono relitti dell'antico continente Gondwana. Gli esempi includono crostacei d'acqua dolce (Phreatoicidea, Paramelitidae e l'esclusivo Spelaeogriphus lepidops; Opiliones (l'endemico Triaenonychidae); mosche (Pachybates, Trichantha e Peringueyomina); Megaloptera, Dermaptera, insetti della tribù Cephalelini, insetti acquatici (Trichoptera) e vari coleotteri fra cui lo scarabeo Colophon (Lucanidae).

## Conservazione
L'ambiente dei fynbos e renosterveld di pianura è stato gravemente danneggiato dall'agricoltura, dalle piante aliene invasive e dall'urbanizzazione. Circa il 41% dell'estensione originale dei fynbos e il 75% di renosterveld sono stati trasformati, principalmente dall'agricoltura. l'attuale stato di conservazione di questa ecoregione è piuttosto scarso e corrisponde a circa il 5% del territorio. Le principali aree protette sono il Parco nazionale West Coast e la Riserva naturale di De Hoop. Altri parchi il cui territorio ricade in parte in questa ecoregione sono il Parco nazionale Garden Route e il Parco nazionale della montagna della Tavola. Un altro parco piccolo ma significativo è il Parco nazionale dei Bontebok, nato proprio per proteggere le ultime antilopi bontebok (Damaliscus pygargus) rimaste.